# LG마이크론
LG마이크론은 대한민국의 섀도우 마스크 제조업체이다. 당시 본사소재지는 경상북도 구미시에 있고 존속 당시 홈페이지 도메인은 'www.lgmicron.com'이다.

## 역사
- 1983년 - 한국마이크로닉스 설립
- 1984년 - 금성마이크로닉스로 사명변경
- 1992년 - ISO 9002인증을 획득
- 1995년 - LG마이크론으로 사명변경
- 2000년 - 코스닥에 상장
- 2008년 - LG전자의 PCB사업부문을 상호 양수
- 2009년 - LG이노텍에 합병

## 같이 보기
- LG그룹
- LG이노텍
- 섀도우 마스크